# Hùng Tiến, Nam Đàn
Hùng Tiến là một xã thuộc huyện Nam Đàn, tỉnh Nghệ An. Xã được nhập từ 3 xã Nam Lạc, Nam Hùng và Nam Tiến từ năm 1968.

## Vị trí địa lý
Phía tây giáp sông Lam, phía bắc giáp với xã Xuân Hoà, phía đông giáp với xã Kim Liên, phía nam giáp với xã Hồng Long (Nam Hồng và Nam Long cũ).

## Lịch sử
Hùng Tiến có rú Dồi (rú thoải và thấp hơn núi, thưởng đứng một mình). Những năm chiến tranh, một số cơ quan của tỉnh Nghệ An chuyển về sơ tán ở rú Dồi, trong đó có kho bạc, ti giáo dục, trường cấp 3 Kim Liên bây giờ, trường cấp 3 Nam Đàn,...

## Đặc sản
Do vị trí địa lý nằm nép bên bờ sông Lam, Hùng Tiến có đặc sản là món hến xúc bánh đa (bánh đa xúc hến).